# 1867
Промислова революція •  Національно-визвольні рухи • Робітничий рух •  Колоніальні імперії •  Рісорджименто

## Геополітична ситуація
У Росії царює імператор Олександр II (до 1881). Російській імперії належить більша частина України, значна частина Польщі, Грузія, Закавказзя, Фінляндія. Україну розділено між двома державами — Королівство Галичини та Володимирії належить Австрії, Правобережжя, Лівобережжя та Крим — Російській імперії.
В Османську імперії править султан Абдул-Азіз (до 1876). Під владою османів перебувають Близький Схід та Єгипет, Середземноморське узбережжя Північної Африки, Болгарія. Васалами османів є Сербія та Боснія, Волощина та Молдова.
Австрійську імперію змінила Австро-Угорщина, де править Франц-Йосиф I (до 1916). Імперія охоплює, крім австрійських та угорських земель, Хорватію, Трансильванію, Богемію. Утворився Північнонімецький союз на чолі з королем Пруссії Вільгельмом I (до 1888). Королівство Баварія очолює Людвіг II (король Баварії) (до 1886).
У Франції править Наполеон III Бонапарт (до 1870). Франція має колонії в Алжирі, Карибському басейні, Південній Америці в Індокитаї та Індії. На троні Іспанії сидить Ізабелла II (до 1868). Королівству Іспанія належать частина островів Карибського басейну, Філіппіни, У Португалії править Луїш I (до 1889). Португалія має володіння в Африці, Індії, Індійському океані й Індонезії.
У Великій Британії триває Вікторіанська епоха — править королева Вікторія (до 1901). Британія має колонії в Північній Америці, на Карибах, на півдні Африки та в Індії. Королівство Нідерланди очолює Віллем III (до 1890). Король Данії та Норвегії — Кристіан IX (до 1906), на шведському сидить Карл XV (до 1872). Королівство Італія, очолює Віктор Емануїл II (до 1878). Існує Папська держава з центром у Римі.
Бразильську імперію очолює Педру II (до 1889). Посаду президента США обіймає Ендрю Джонсон. Територія на півночі північноамериканського континенту, займає Канадська конфедерація (домініон Великої Британії), територія на півдні континенту належить Мексиці.
В Ірані при владі Каджари. Владу над Індостаном утримує Британська корона. У Бірмі править династія Конбаун, у В'єтнамі — династія Нгуєн. У Китаї володарює Династія Цін. У Японії добігає до кінця період Едо.

## Події

### В Україні
- При утворенні Австро-Угорщини Галичина й Буковина залишались в Австрії, а Закарпаття відійшло до угорської корони.
- У Львові створено добровільне пожежне товариство «Сокіл».
- Почала виходити львівська газета «Русь».

### У світі
- 10 січня в Японії Токуґава Йосінобу став 15-м сьоґуном сьоґунату Едо.
- 11 січня Беніто Хуарес повернувся на посаду президента Мексики.
- 30 січня помер імператор Комей, залишивши 14-го сина, в майбутньому імператора Мейдзі.
- 1 березня Небраска вступила в США 37-им штатом.
- 15 березня проголошено створення Австро-Угорської імперії.
- 23 березня нідерландський король Віллем III продав Люксембург Наполеону III, чим спровокував Люксембурзьку кризу.
- 30 березня США купили в Російської імперії Аляску.
- 19 червня відбувся розстріл звергнутого мексиканського імператора Максиміліана.
- 15 липня Франція оголосила Камбоджу незалежною від Сіаму і французьким протекторатом.
- 27 жовтня війська Джузеппе Гарібальді увійшли в Папську державу.
- 9 листопада сьоґун Токуґава Йосінобу повернув державну владу Імператору.

### У суспільному житті
- У Парижі відбулася Всесвітня виставка 1867.
- Карл Маркс опублікував перший том «Капіталу».
- Засновано
  - Університет Західної Вірджинії.
  - Університет Іллінойсу в Урбана-Шампейн.
  - Компанію Delhaize
- Почалося перекриття Сенни в Брюсселі.
- Вийшов перший номер журналу «Harper's Bazaar».
- У Чикаго відбулася перша першотравнева демонстрація.

### У науці
- Англійський хірург Джозеф Лістер офіційно «відкрив» в хірургії еру антисептики.
- Шарль Адольф Вюрц синтезував нейрин.

### У мистецтві
- Шарль де Костер видав роман «Легенда про Уленшпігеля».
- Генрік Ібсен опублікував п'єсу «Пер Гюнт».
- Йоганн Штраус (син) скомпонував вальс «На прекрасному блакитному Дунаї».
- Відбулася прем'єра опери Джузеппе Верді «Дон Карлос».

### У спорті
- Засновано
  - футбольний клуб «Шеффілд Венсдей».
  - футбольний клуб Квінз Парк
  - регбійний клуб «Воспс».

## Народились
Див. також Категорія:Народились 1867
- 9 серпня — Макарушка Остап(1867 — пом. 21 листопада 1931) — український філолог і педагог, автор кількох посібників з латинської та старогрецької мов для гімназій, творів для дітей, а також розвідок про Т. Шевченка, О. Маковея, О. Потебню, О. Огоновського.
- 16 квітня — Вілбер Райт, американський авіаконструктор, льотчик, піонер авіації
- 11 червня — Шарль Фабрі, французький фізик; відкрив наявний у стратосфері озоновий шар
- 16 червня — Карл Густав Маннергейм, військовий та політичний діяч Фінляндії, маршал.
- 28 червня — Луїджі Піранделло, італійський письменник
- 5 липня — Ендрю Елліот Даглас, американський астроном і археолог, основоположник дендрохронології
- 14 серпня — Джон Голсуорсі, англійський письменник

## Померли
Див. також Категорія:Померли 1867